# Biogen
Pour les articles homonymes, voir IDEC.
Biogen (Biogen Idec jusqu'à 2015) est une entreprise américaine cofondée par Walter Gilbert et Charles Weissmann, formée en novembre 2003 par la fusion de deux entreprises spécialisées en biotechnologies : Biogen Inc. et IDEC Pharmaceuticals Corporation.

## Histoire
À la fin des années 1990, Biogen et IDEC Pharmaceuticals Corporation faisaient partie des sociétés devenues célèbres grâce à une bulle des capitalisations boursières sans équivalent dans l'histoire, qui finit en krach, phénomène touchant aussi des nombreuses petites sociétés de Internet, et des Sociétés minières junior, cotées à la Bourse de Vancouver ou de Toronto sans avoir encore extrait une seule tonne de minerai.
En janvier 2015, Biogen acquiert Convergence Pharmaceuticals, une entreprise britannique spécialisée dans les traitements de la douleur chronique, pour 675 millions de dollars.
En mars 2019, Biogen annonce l'acquisition de Nightstar Therapeutics, une entreprise spécialisée dans la thérapie génique, pour 800 millions de dollars.
En 2020, le séminaire d'entreprise qu'elle organise à Boston est accusé d'avoir participé à propager la Covid-19 aux Etats-Unis.

## Stratégie
George Scangos, qui a été patron de Biogen à partir de 2010, a décidé d'abandonner le domaine de la cancérologie pour concentrer l'entreprise sur la sclérose en plaques et l’hémophilie.
Michel Vounatsos, patron depuis janvier 2017, décide de recentrer l'entreprise sur les neurosciences, et notamment sur le vieillissement.

## Principaux produits
|           | Produit                                                        | Maladie traitée |
| Aduhelm   | Aducanumab                                                     | Maladie d'Alzheimer |
| Avonex    | Interféron bêta-1a                                             | Sclérose en plaques |
| Benepali  | Étanercept : Immunosuppresseur bloquant le TNF                 | Polyarthrite rhumatoïde, Spondylarthrite ankylosante, Arthrite chronique juvénile, Psoriasis                                             |
| Fampyra   | Fampridine                                                     | Sclérose en plaques |
| Flixabi   | Infliximab : Immunosuppresseur bloquant le TNF                 | Polyarthrite rhumatoïde, Spondylarthrite ankylosante, Arthrite chronique juvénile, Psoriasis, Maladie de Crohn, Rectocolite hémorragique |
| Imraldi   | Adalimumab : Immunosuppresseur bloquant le TNF                 | Polyarthrite rhumatoïde, Spondylarthrite ankylosante, Arthrite chronique juvénile, Psoriasis, Maladie de Crohn, Rectocolite hémorragique |
| Leqembi   | Lecanemab                                                      | Maladie d'Alzheimer |
| Plegridy  | Interféron pégylé bêta-1a                                      | Sclérose en plaques |
| Spinraza  | Nusinersen                                                     | Amyotrophie spinale 5q |
| Tecfidera | Fumarate de diméthyle : anti-inflammatoire et immunomodulateur | Sclérose en plaques |
| Tysabri   | Natalizumab : Immunosuppresseur sélectif                       | Sclérose en plaques |
| Vumerity  | fumarate de diroximel (précurseur de Fumarate de monométhyle)  | Sclérose en plaques |

## Principaux actionnaires
Au 22 février 2020:
| Primecap                           | 7,90% |
| The Vanguard Group                 | 7,67% |
| Capital Research & Management      | 6,07% |
| SSgA Funds Management              | 4,68% |
| ClearBridge Investments            | 3,45% |
| Capital Research & Management G.O. | 3,02% |
| BlackRock Fund Advisors            | 2,71% |
| Putnam                             | 2,42% |
| Renaissance Technologies           | 2,34% |
| Wellington Management              | 2,04% |

## Développements en cours

### Maladie de Alzheimer
Biogen développe et teste l'Aducanumab, un anticorps monoclonal qui cible la plaque amyloïde. Après diverses péripéties liées notamment au dosage, le traitement reçoit un bon accueil de la FDA. Cette annonce fait grimper l'action Biogen au Nasdaq de 40% dans la journée du 4 novembre 2020, car l'existence d'un médicament contre Alzheimer représente un marché potentiel de 10 milliards de dollars. Toutefois, un comité d'experts de la FDA désapprouve le traitement 2 jours plus tard. La FDA approuve provisoirement le médicament le 7 juin 2021, tout en demandant à Biogen de mener de nouveaux tests.
Après le relatif échec de ce médicament, l’entreprise place ses espoirs sur le Lecanemab, autorisé par la FDA le 7 janvier 2023, et par l'Agence européenne des médicaments en 2024.

## Activités de lobbying
Selon le Center for Responsive Politics, les dépenses de lobbying de Biogen aux États-Unis s'élèvent en 2017 à 2 680 000 dollars.
Biogen est inscrit depuis 2013 au registre de transparence des représentants d'intérêts auprès de la Commission européenne. Il déclare en 2017 pour cette activité des dépenses annuelles d'un montant compris entre 300 000 et 400 000 euros.
Pour l'année 2017, Biogen déclare à la Haute Autorité pour la transparence de la vie publique exercer des activités de lobbying en France pour un montant qui n'excède pas 50 000 euros.